# Hirotaka Uchibayashi
Hirotaka Uchibayashi (内林 広高 Uchibayashi Hirotaka?), född 27 juni 1983 i Shiga prefektur, är en japansk före detta fotbollsspelare.
Uchibayashi började sin karriär 2002 i Gamba Osaka. 2004 flyttade han till Ventforet Kofu. Efter Ventforet Kofu spelade han för Rosso Kumamoto och MIO Biwako Kusatsu. Han avslutade karriären 2009.